# 235837 Iota
235837 Iota este o planetă minoră (asteroid), cu un diametru de 4,915 km, din centura de asteroizi. A fost descoperită pe 19 decembrie 2004 la George Observatory⁠(d) de George Observatory⁠(d). 
Obiectul prezintă o orbită caracterizată de o semiaxă mare de 2,7681244023552 UAi, o excentricitate de 0,16077897900785, o înclinație de 20,065322101706 ° în raport cu ecliptica.